# USS Houston (CA-30)
USS Houston (CA-30), tên lóng "Galloping Ghost of the Java Coast" (Bóng ma nước kiệu của bờ biển Java), là một tàu tuần dương hạng nặng của Hải quân Hoa Kỳ, là chiếc thứ năm trong lớp Northampton, và là chiếc tàu chiến thứ hai của Hải quân Mỹ được đặt cái tên này theo tên của thành phố Houston tại Texas. Nó đã phục vụ như soái hạm của Hạm đội Á Châu Hoa Kỳ khi Chiến tranh Thế giới thứ hai nổ ra tại Thái Bình Dương, và sau khi sống sót qua các trận đánh eo biển Makassar và biển Java, nó bị đánh chìm trong trận chiến eo biển Sunda ngày 1 tháng 3 năm 1942. Houston được tặng thưởng danh hiệu Đơn vị Tuyên dương Tổng thống cùng hai Ngôi sao Chiến trận do thành tích phục vụ trong Thế Chiến II.

## Thiết kế và chế tạo
Vốn vẫn bị hạn chế về trọng lượng choán nước và cỡ pháo bởi Hiệp ước Hải quân Washington, nhưng mang nhiều đặc tính cải tiến so với lớp Pensacola dẫn trước, lớp Northampton mang chín khẩu pháo 8 in (200 mm) trên ba tháp pháo ba nòng, gồm hai phía mũi và một phía đuôi. Đây là cách sắp xếp tối ưu mà sau này được tiếp nối bởi mọi lớp tàu tuần dương hạng nặng khác của Hoa Kỳ.
Houston được đặt lườn như là chiếc CL-30 vào ngày 1 tháng 5 năm 1928 bởi hãng Newport News Shipbuilding & Dry Dock Company, tại Newport News, Virginia. Nó được hạ thủy vào ngày 7 tháng 9 năm 1929, được đỡ đầu bởi cô Elizabeth Holcombe, con gái Oscar Holcombe, Thị trưởng đương nhiệm thành phố Houston thuộc tiểu bang Texas. Con tàu được cho nhập biên chế vào ngày 17 tháng 6 năm 1930 dưới quyền chỉ huy của hạm trưởng, Đại tá Hải quân Jesse Bishop Gay.

## Lịch sử hoạt động

### Những năm giữa hai cuộc thế chiến
Sau chuyến đi chạy thử máy tại Đại Tây Dương, Houston quay trở về Hoa Kỳ vào tháng 10 năm 1930. Sau đó nó viếng thăm thành phố mà nó được đặt tên Houston, Texas, và gia nhập hạm đội tại Hampton Roads. Chiếc tàu tuần dương mới rời New York vào ngày 10 tháng 1 năm 1931 hướng sang Thái Bình Dương, và sau khi ghé qua kênh đào Panama và quần đảo Hawaii đã đi đến Manila vào ngày 22 tháng 2. Khi đến nơi, Houston trở thành soái hạm của Hạm đội Á Châu Hoa Kỳ và trong năm tiếp theo đã tham gia các hoạt động huấn luyện tại khu vực Viễn Đông đầy bất trắc. Houston được xếp lớp lại như một tàu tuần dương hạng nặng với ký hiệu lườn CA-30 vào ngày 1 tháng 7 năm 1931 theo quy ước mới của Hiệp ước Hải quân London năm 1930.
Cùng với việc Chiến tranh Trung-Nhật nổ ra vào năm 1931, Houston lên đường vào ngày 31 tháng 1 năm 1933 đi đến Thượng Hải để bảo vệ tính mạng và tài sản của công dân Hoa Kỳ. Nó cho đổ bộ lực lượng Thủy quân Lục chiến cùng các trung đội pháo thủ Hải quân nhằm giúp ổn định tình hình, và đã tiếp tục ở lại khu vực này ngoài trừ những chuyến viếng thăm hữu nghị đến Philippines trong tháng 3 và đến Nhật Bản vào tháng 5 năm 1933, cho đến khi được thay phiên bởi con tàu tuần dương chị em Augusta (CA-31) vào ngày 17 tháng 11 năm 1933. Chiếc tàu tuần dương đi đến San Francisco gia nhập Lực lượng Tuần tiễu, và trong suốt những năm trước Thế Chiến II đã tham gia các cuộc tập trận Vấn đề Hạm đội hàng năm cùng các cuộc cơ động tại Thái Bình Dương.
Trong giai đoạn này, Houston còn thực hiện nhiều chuyến đi đặc biệt. Tổng thống Franklin Roosevelt đã lên tàu vào ngày 1 tháng 7 năm 1934 tại Annapolis, Maryland cho một chuyến đi kéo dài trên 12.000 nmi (22.000 km) ngang qua khu vực Caribbe và đến Portland, Oregon sau khi ghé qua Hawaii. Houston cũng đưa Trợ lý Bộ trưởng Hải quân Henry L. Roosevelt trong một chuyến đi đến quần đảo Hawaii và quay trở về San Diego vào ngày 15 tháng 5 năm 1935.
Sau một chuyến đi ngắn đến vùng biển Alaska, chiếc tàu tuần dương quay trở lại Seattle và một lần nữa lại nhận lên tàu ngài Tổng thống vào ngày 3 tháng 10 cho một chuyến đi nghỉ đến quần đảo Cerros, vịnh Magdalena, quần đảo Cocos và Charleston, Nam Carolina. Houston cũng tham gia lễ khánh thành cầu Golden Gate tại San Francisco vào ngày 28 tháng 5 năm 1937, và đưa Tổng thống Roosevelt tham gia buổi Duyệt binh Hạm đội tại thành phố này vào ngày 14 tháng 7 năm 1938.
Houston trở thành soái hạm của Hạm đội Hoa Kỳ vào ngày 19 tháng 9 năm 1938, khi Chuẩn Đô đốc Claude C. Bloch đặt cờ hiệu của mình trên nó cho đến ngày 28 tháng 12, khi nó quay trở lại Lực lượng Tuần tiễu. Tiếp nối các hoạt động huấn luyện mà giờ đây đã trở nên quen thuộc, chiếc tàu tuần dương lên đường tham gia tập trận Vấn đề Hạm đội XX vào ngày 4 tháng 1 năm 1939 từ San Francisco, đi đến Norfolk và Key West, và tại đây đã đón lên tàu Tổng thống cùng Tư lệnh Tác chiến Hải quân, Đô đốc William D. Leahy, trong suốt thời gian tập trận. Nó ghé qua Houston, Texas vào ngày 7 tháng 4 cho một cuộc viếng thăm ngắn trước khi quay trở về đến Seattle vào ngày 30 tháng 5.
Được bổ nhiệm làm soái hạm của Phân đội Hawaii, chiếc tàu tuần dương đi đến Trân Châu Cảng khi hoàn tất chuyến đi thử máy sau đại tu vào ngày 7 tháng 12 năm 1939, và tiếp tục đảm trách vai trò này cho đến khi quay về Mare Island vào ngày 17 tháng 2 năm 1940. Khởi hành đi Hawaii, nó tiếp tục hướng đến quần đảo Philippine vào ngày 3 tháng 11 khi tình hình thế giới ngày càng có xu hướng xấu đi. Đi đến Manila ngày 19 tháng 11, nó trở thành soái hạm của Đô đốc Thomas C. Hart, Tư lệnh Hạm đội Á Châu.

### Mở màn Chiến tranh Thế giới thứ hai
Khi nguy cơ chiến tranh ngày càng cao, Đô đốc Hart đặt hạm đội của mình trong tình trạng sẵn sàng chiến đấu. Vào lúc xảy ra cuộc tấn công Trân Châu Cảng, Houston cùng các đơn vị hạm đội đang trên đường đi từ đảo Panay hướng đến Darwin, Australia, đến nơi vào ngày 28 tháng 12 năm 1941 sau khi ngang qua Balikpapan và Surabaya. Sau các nhiệm vụ tuần tra, nó gia nhập lực lượng hải quân của Bộ chỉ huy Mỹ-Anh-Hà Lan-Úc (ABDA: American-British-Dutch-Australian Command) tại Surabaya.

### Trận chiến eo biển Makassar
Các cuộc không kích diễn ra thường xuyên trong khu vực, và xạ thủ của Houston đã bắn rơi bốn máy bay đối phương trong Trận chiến biển Bali, còn được biết đến dưới tên gọi Trận chiến eo biển Makassar, vào ngày 4 tháng 2 năm 1942, khi Đô đốc Hà Lan Karel Doorman đưa lực lượng của ông đối đầu với lực lượng tấn công đổ bộ Nhật Bản được cho là đang hiện diện tại Balikpapan. Houston bị bắn trúng một phát, làm hỏng tháp pháo số 3 của nó. Đô đốc Doorman bị buộc phải hủy bỏ việc tiến quân sau khi Houston bị hư hại, cũng như những hư hỏng khiến phải rút tàu tuần dương hạng nhẹ Marblehead (CL-12) ra khỏi khu vực chiến sự.
Quay trở về Australia, Houston lại khởi hành vào ngày 15 tháng 2 cùng với một đoàn tàu vận tải nhỏ để tăng cường cho lực lượng phòng thủ tại Timor. Trước khi hoàng hôn đến, đội tàu buộc phải chống trả nhiều cuộc không kích, và đến sáng ngày hôm sau cuộc không kích đã lên đến cực điểm. Trong hoạt động phòng thủ này, Houston đã tỏ ra nổi bật vì đã đánh trả hầu hết các cuộc tấn công, không để hư hại các tàu vận tải.

### Trận chiến biển Java
Nhận được tin tức về một lực lượng đổ bộ Nhật Bản lớn, được bảo vệ bởi một lực lượng tàu nổi hùng hậu, đang tiến đến gần đảo Java, Đô đốc Doorman quyết định đối mặt và tìm cách tiêu diệt lực lượng tàu vận tải chính. Lên đường vào ngày 26 tháng 2 năm 1942 cùng với các tàu tuần dương Houston, HMAS Perth (D29), HNLMS De Ruyter, HMS Exeter (68) và HNLMS Java cùng mười tàu khu trục, ông đụng độ với lực lượng hỗ trợ Nhật Bản dưới quyền chỉ huy của Đô đốc Takeo Takagi bao gồm bốn tàu tuần dương và 13 tàu khu trục.
Trong trận chiến biển Java diễn ra vào ngày 27 tháng 2 năm 1942, lực lượng của Doorman gặp gỡ hạm đội Nhật Bản lần đầu tiên vào lúc chiều tối. Trong khi các tàu khu trục Nhật thả một màn khói, các tàu tuần dương của cả hai phía đồng loạt nổ súng. Sau một đợt tấn công đầu tiên bằng ngư lôi không hiệu quả, các tàu tuần dương hạng nhẹ cùng các tàu khu trục Nhật Bản tung ra đợt thứ hai và đánh chìm được tàu khu trục HNLMS Kortenaer. HMS Exeter và tàu khu trục HMS Electra (H27) bị hải pháo bắn trúng, và Electra chìm không lâu sau đó. Lúc 17 giờ 30 phút, Đô đốc Doorman quay mũi về phía Nam dọc theo bờ biển Java, không muốn bị phân tán khỏi mục đích chính của mình: tiêu diệt chính các con tàu vận tải của lực lượng đổ bộ đối phương.
Hạm đội Đồng Minh né tránh được thêm một đợt tấn công khác bằng ngư lôi, và tiếp tục đi dọc theo bờ biển, khi mà tàu khu trục HMS Jupiter (F85) bị chìm, có thể do trúng mìn hoặc một vụ nổ từ bên trong. Tàu khu trục HMS Encounter (H10) được cho tách ra để vớt những người sống sót trên chiếc Kortenaer; và do đã sử dụng hết số ngư lôi mang theo, các tàu khu trục Mỹ được lệnh quay lại Surabaya. Không có được lực lượng khu trục hộ tống, bốn tàu chiến còn lại của Đô đốc Doorman một lần nữa quay trở lên phía Bắc nỗ lực lần cuối cùng nhằm ngăn chặn việc chiếm đóng Java.
Đến 23 giờ 00 đêm hôm đó, các tàu tuần dương lại đối đầu với hạm đội tàu nổi Nhật Bản. Trên những hướng đi song song, các đối thủ lại nả pháo vào nhau, và phía Nhật tung ra một đợt tấn công ngư lôi 30 phút sau đó. Bị mắc kẹt giữa một loạt 12 quả ngư lôi, De Ruyter và Java nổ tung và chìm nhanh chóng, mang theo nó các hạm trưởng cũng như chính Đô đốc Doorman cùng với chúng.
Trận đánh này vào ngày 27 tháng 2 năm 1942 là cuộc đối đầu giữa những tàu nổi lớn nhất kể từ trận Jutland trong Chiến tranh Thế giới thứ nhất. Đến cuối ngày, hai tàu tuần dương và ba tàu khu trục của lực lượng hải quân ABDA đã bị đánh chìm, số tàu khu trục còn lại được lệnh rút lui về Surabaya, còn chiếc Exeter đã bị hư hại. Trước khi tàu của bản thân mình bị đánh chìm, Doorman đã ra lệnh cho hai tàu tuần dương còn lại Perth và Houston rút lui.

### Trận chiến eo biển Sunda

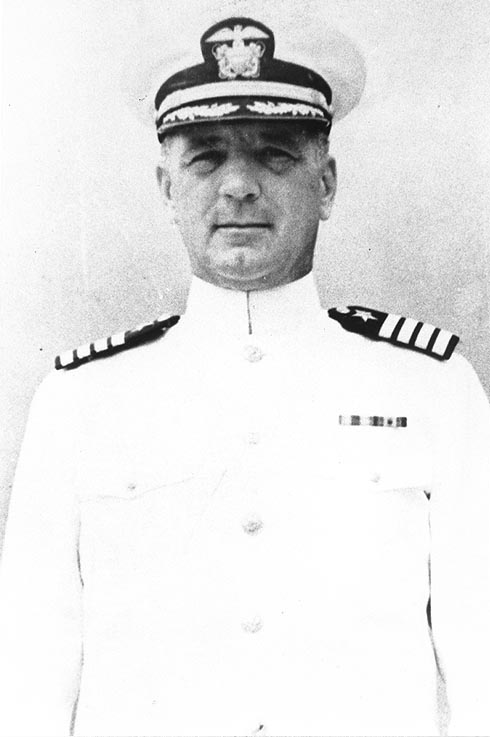
Đại tá Hải quân Albert H. Rooks, hạm trưởng Houston trong giai đoạn 1940–1942.

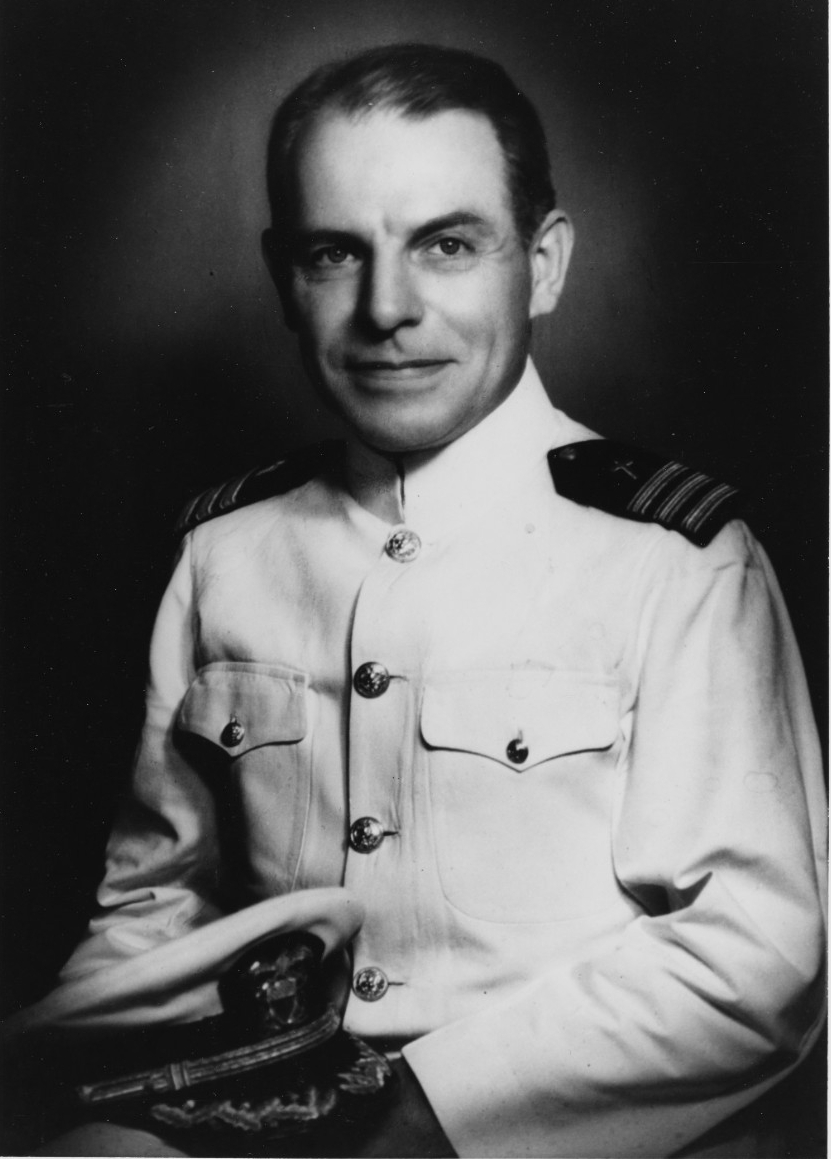
Trung tá Hải quân George S. Rentz, Tuyên úy của Houston trong giai đoạn 1940–1942.

Ngày 28 tháng 2 năm 1942, ngày hôm sau của trận chiến biển Java, các tàu tuần dương còn lại của lực lượng hải quân ABDA Perth và Houston tiến vào vịnh Banten với hy vọng có thể tiêu diệt lực lượng đổ bộ Nhật Bản tại đây. Cả hai chiếc đều đã bị tấn công bằng ngư lôi khi tiếp cận lối ra vào vịnh, nhưng đã né tránh được tổng cộng chín quả ngư lôi phóng từ tàu khu trục Fubuki.
Các con tàu tuần dương sau đó đánh đắm một tàu vận tải và buộc ba chiếc khác phải mắc cạn vào bờ. Tuy nhiên nhiên, một hải đội khu trục đối phương đã khóa kín eo biển Sunda, lối rút lui duy nhất của họ, và các tàu tuần dương hạng nặng Nhật Bản Mogami và Mikuma đang ở gần đó rất nguy hiểm. Kết cuộc của trận chiến hầu như đã được định đoạt, nhưng Houston và Perth không thể rút lui. Perth chịu đựng hỏa lực đối phương và bị đánh chìm một giờ sau đó lúc 23 giờ 36 phút bởi hải pháo và ngư lôi đối phương. Từ đó Houston phải chiến đấu một mình cho đến quá nữa đêm, khi nó trúng phải một ngư lôi và bắt đầu chệch hướng.
Vào lúc này, xạ thủ trên chiếc Houston đã bắn trúng ba tàu khu trục khác nhau và đánh chìm một tàu quét mìn, nhưng bản thân nó chịu thêm ba ba quả ngư lôi nối tiếp nhau nhanh chóng. Đại tá hạm trưởng Albert Rooks tử trận bởi một quả đạn pháo lúc 00 giờ 30 phút, và khi con tàu dần dần chết đứng các tàu khu trục Nhật tiến đến gần dùng súng máy càn quét sàn tàu. Vài phút sau, Houston lật nghiêng và chìm ở tọa độ 5°50′N 105°55′Đ / 5,833°N 105,917°Đ, khi cờ hiệu vẫn tiếp tục bay. Trong số 1.061 thành viên thủy thủ đoàn ban đầu, có 368 người sống sót, bao gồm 24 trong số 74 người của lực lượng Thủy quân Lục chiến phối thuộc.

### Diễn biến tiếp theo
Số phận của Houston không được thế giới biết đến đầy đủ trong gần chín tháng, và toàn bộ chi tiết của câu chuyện chỉ được kể lại sau khi chiến tranh kết thúc, và những người còn sống sót được giải thoát khỏi các trại giam giữ tù binh chiến tranh. Đại tá hạm trưởng Rooks được truy tặng Huân chương Danh dự cho hoạt động anh dũng của mình. Vị tuyên úy của Houston, Trung tá George S. Rentz, người đã nhường áo phao của mình cho một thủ thủ trẻ hơn, cũng đã được truy tặng Huân chương Chữ thập Hải quân, phần thưởng cao nhất từng được trao tặng cho một Tuyên úy của Hải quân trong Thế Chiến II.
Thủy thủ đoàn của Houston được vinh danh bên cạnh những người của chiếc Perth tại Đài tưởng niệm ở Melbourne, Australia.

## Phần thưởng
Ngoài hai Ngôi sao Chiến trận, Houston còn được tặng thưởng Đơn vị Tuyên dương Tổng thống cho thành tích hoạt động trong Thế Chiến II.
|             |  |                           |
|             |  |                           |
| Bronze star |  | Bronze star · Bronze star |
|             |  |                           |

| Dãi băng Hoạt động Tác chiến                                  |                                          |                                                                         |
| Đơn vị Tuyên Dương Tổng thống                                 | Huân chương Phục vụ Dương Tử             | Huân chương Phục vụ Trung Hoa                                           |
| Huân chương Phục vụ Phòng vệ Hoa Kỳ với 1 Ngôi sao Chiến trận | Huân chương Chiến dịch Hoa Kỳ            | Huân chương Chiến dịch Châu Á-Thái Bình Dương với 2 Ngôi sao Chiến trận |
| Huân chương Chiến thắng Thế Chiến II                          | Đơn vị Tuyên dương Tổng thống Philippine | Huân chương Phòng thủ Philippine (Philippine)                           |

## Xác tàu đắm
Trong khuôn khổ một chương trình huấn luyện lặn (CARAT: Cooperation Afloat Readiness and Training) vào tháng 6 năm 2014 phối hợp giữa Hải quân Hoa Kỳ và Hải quân Indonesia, thợ lặn Hoa Kỳ, dưới sự giúp đỡ của đồng nghiệp Indonesia, đã khảo sát một xác tàu đắm mà họ tin là của Houston. Báo cáo chính thức vào tháng 8 xác nhận nó chính là chiếc tàu tuần dương Hoa Kỳ, và ở trong tình trạng bị khai quật trái phép trong nhiều năm, bị tháo dỡ một số bộ phận và có hiện tượng rò rỉ dầu từ thùng nhiên liệu chính.
Một cuộc khảo sát khác được các thợ lặn Hải quân Hoa Kỳ và Hải quân Indonesia thực hiện vào tháng 10 năm 2015, được tiến hành từ chiếc và kéo dài trong mười ngày để khảo sát cả Houston và Perth (vốn cũng bị khai quật trái phép). Tư liệu họ thu thập được đã được công bố trong một cuộc hội thảo tại Jakarta về đề tài bảo tồn và ngăn chặn việc khai thác trái phép các xác tàu đắm trong biển Java.